# 安博伊鎮區 (密歇根州)
安博伊鎮區（英語：Amboy Township）是位於美國密歇根州希爾斯代爾縣的一個行政鎮區。

## 地方資料
安博伊鎮區的面積為79.36平方千米，當中陸地面積為77.60平方千米，而水域面積為1.76平方千米。根據2020年美國人口普查的數據，當地共有人口1064人，而人口密度為每平方千米13.41人。